# Tatenectes
Tatenectes é um gênero de plesiossauro da família Cryptoclididae conhecido do Jurássico Superior de Wyoming. Seus restos foram recuperados do membro Redwater Shale da formação Sundance [en], e inicialmente descritos como uma nova espécie de Cimoliasaurus [en] por Wilbur Clinton Knight [en] em 1900. Foi reatribuído a Tricleidus [en] por Maurice Mehl [en] em 1912 antes de receber seu próprio gênero por O'Keefe e Wahl em 2003. Tatenectes laramiensis é a espécie-tipo e única espécie de Tatenectes. Embora o espécime original tenha sido perdido, descobertas subsequentes revelaram que Tatenectes era um plesiossauro bastante incomum. Seu torso apresentava uma seção transversal achatada e em forma de caixa, e suas gastrálias (costelas ventrais) exibiam paquiostose [en] (espessamento). O comprimento total de Tatenectes foi estimado em 2–3 metros.
Tatenectes é relacionado a Kimmerosaurus [en], embora sua colocação taxonômica tenha variado. Eles já foram considerados parentes próximos de Aristonectes [en] na família Cimoliasauridae ou Aristonectidae, mas posteriormente foram atribuídos à Cryptoclididae. A forma corporal incomum e as gastrálias paquiostóticas de Tatenectes teriam contribuído para torná-lo mais estável e resistente à turbulência. Com base no conteúdo estomacal, Tatenectes se alimentava de cefalópodes e peixes. Ele teria vivido nas águas rasas do mar de Sundance, um mar epicontinental que cobria grande parte da América do Norte durante parte do Jurássico. Tatenectes compartilhava seu habitat com invertebrados, peixes, ictiossauros e outros plesiossauros, incluindo outro membro da família Cryptoclididae, Pantosaurus [en], e o grande Megalneusaurus [en] da família Pliosauridae.

## História de estudo

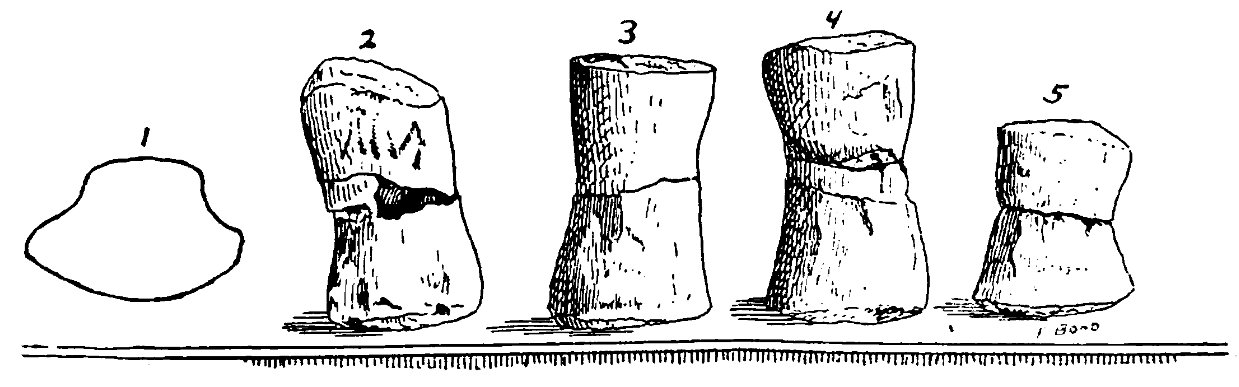
Ilustração das falanges proximais do holótipo conforme descrição de Knight (o desenho mais à esquerda mostra uma seção transversal).

Todos os espécimes conhecidos de Tatenectes provêm do membro Redwater Shale na parte superior da formação Sundance. Esta formação está localizada em Wyoming, nas Montanhas Rochosas orientais. Um esqueleto incompleto de plesiossauro, preservando numerosas vértebras e um membro anterior quase completo da formação Sundance, foi descrito por Wilbur C. Knight em 1900. Com este espécime como holótipo, que nunca recebeu um número de espécime, ele nomeou uma nova espécie de Cimoliasaurus [en], C. laramiensis. Em 1912, Maurice Mehl questionou a atribuição de C. laramiensis a Cimoliosaurus, observando que Cimoliosaurus era um táxon da lixeira, e que, uma vez que este gênero foi nomeado com base em vértebras, as vértebras de C. laramiensis teriam que ser semelhantes às da espécie-tipo, C. magnus. Ele não encontrou tais semelhanças e reclassificou provisoriamente C. laramiensis como uma espécie de Tricleidus, devido à anatomia de seus membros anteriores.
Embora o holótipo de T. laramiensis tenha sido perdido, a descrição de Knight foi suficiente para determinar que T. laramiensis é uma espécie válida. Em 2003, F. Robin O'Keefe e William Wahl, Jr. referiram outro espécime, abrigado no Museu Tate, a esta espécie. Este espécime, listado sob os números UW 15943 e UW 24801, consiste em vértebras, costelas, uma cintura escapular, um membro anterior parcial e um crânio fragmentário, e foi designado como neótipo. Além disso, O'Keefe e Wahl notaram que a cintura escapular desta espécie era bastante diferente da de Tricleidus, então nomearam um novo gênero, Tatenectes, para incluir T. laramiensis. O nome Tatenectes homenageia Marion e Inez Tate, fundadores do Museu Tate em Casper, Wyoming em 1980, e combina isso com a palavra grega nektes, que significa "mergulhador". O'Keefe e Hallie P. Street atribuíram mais material a Tatenectes laramiensis em 2009, incluindo UW 24215, um esqueleto parcial que inclui elementos cranianos, vertebrais, peitorais e falangeais adicionais. Outro esqueleto, USNM 536976, foi atribuído a esta espécie por O'Keefe e colegas em 2011. Este espécime preservou 22 vértebras, costelas, gastrálias e pelves completas.

## Descrição

Comparação de tamanho

Tatenectes é um plesiossauro pequeno, um grupo de répteis marinhos bem adaptado à vida aquática. Tatenectes é um "plesiossauromorfo", o que significa que teria um pescoço alongado, cabeça pequena e úmeros mais longos que fêmures, em oposição aos pescoços curtos e crânios e fêmures grandes dos "pliossauromorfos". Em 1900, Knight estimou que Tatenectes provavelmente tinha menos de 3,7 metros. O'Keefe e Street estimaram um comprimento total menor, cerca de 2 metros, em 2009, embora O'Keefe e colegas tenham indicado um comprimento máximo de 3 metros dois anos depois. A forma geral de Tatenectes é muito incomum entre plesiossauros, com o corpo achatado e relativamente curto de trás para frente. Os esquamosais, ossos localizados na parte posterior do crânio, são elementos altos e trifurcados que formam um arco sobre a face posterior do crânio. Esta estrutura, o arco esquamosal, é uma característica identificadora dos plesiossauros. Há uma abertura entre os pterigoides (ossos que formam parte do palato) conhecida como vacuidade inter-pterigoide anterior. Posterior a essa abertura, os pterigoides engrossam e se projetam para baixo. Quando o crânio é visto de baixo, o paraesfenoide (um osso localizado entre o palato e a caixa craniana) é obscurecido por outros ossos. Esta configuração palatal é uma característica distintiva de Tatenectes. Outra característica única é a forma de seus dentes, que eram pequenos e finos, com raízes alongadas e cristas de esmalte baixas.
O número total de vértebras cervicais (do pescoço) em Tatenectes é desconhecido. As espinhas neurais dessas vértebras são curtas e inclinadas posteriormente. Muitas características das vértebras cervicais podem ser usadas para identificar este gênero: os centros cervicais (corpos vertebrais) são consideravelmente mais curtos (em comprimento) que largos e não são constritos no meio; as articulações para as costelas cervicais são curtas, mas pronunciadas; as faces articulares das vértebras cervicais são redondas e pouco definidas; os forames subcentrais (duas pequenas aberturas na parte inferior do centro) das vértebras cervicais estão mais afastados do que o típico em plesiossauros relacionados. A forma do tronco em Tatenectes é muito distinta. Achatada e esferoide, o tronco tem uma seção transversal em forma de caixa. Há dezesseis vértebras torácicas em Tatenectes, que, quando articuladas, formam um arco consideravelmente mais plano do que o visto em táxons relacionados. As espinhas neurais dorsais são inclinadas anteriormente. As costelas dorsais se articulam com as vértebras horizontalmente e são defletidas para trás, contribuindo para a planicidade do corpo. As gastrálias (costelas ventrais) de Tatenectes são excepcionalmente grandes para seu tamanho e exibem paquiostose (espessamento). As gastrálias mediais (da linha média) são relativamente retas, enquanto as gastrálias laterais (externas) são fortemente em forma de J. Tatenectes possui quatro vértebras sacrais (da cintura pélvica), que são menores que as vértebras torácicas. Os centros das vértebras caudais são anteroposteriormente curtos. Todas as vértebras têm centros com faces articulares côncavas.

Pelve reconstruída

A morfologia do processo medial da escápula de Tatenectes é diagnóstica deste gênero. Esses processos são anteroposteriormente curtos, com as extremidades posteriores de cada processo em contato com o outro ao longo da linha média e uma incisura separando suas extremidades anteriores. O topo desta incisura é coberto por uma clavícula distinta, que é plana e de morfologia simples. A fenestra peitoral (uma abertura cercada pela escápula e pelo coracoide) é arredondada e aumentada. A região posterior do coracoide é muito mais fina que o resto da cintura peitoral. O úmero tem um eixo esguio e alongado e é outro osso com uma forma distinta. As superfícies do úmero que se articulavam com os ossos do antebraço (rádio e ulna) têm comprimentos aproximadamente iguais. O úmero também possui articulações que indicam a presença de dois ossos adicionais no antebraço. Tatenectes tinha seis carpais (ossos do punho). Os metacarpais e as falanges proximais são ligeiramente achatados, com uma ranhura em cada lado de suas superfícies superiores, enquanto as falanges distais são mais fortemente achatadas. A cintura pélvica de Tatenectes é mais larga que longa e tem uma superfície inferior mais plana do que o típico entre plesiossauros, tornando-a curta de cima para baixo. Cada osso púbico é plano e em forma de placa, com uma incisura em sua borda frontal. O ísquio é mais robusto onde forma o acetábulo, afinando posteriormente. O ílio reto forma um ângulo agudo com o ísquio quando visto de lado, outra característica identificadora.

## Classificação

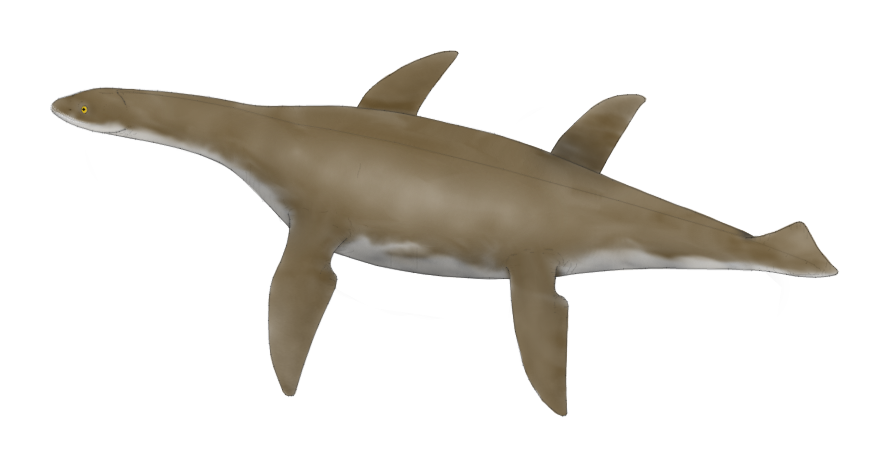
Paleoarte.

Tatenectes teve uma história taxonômica complicada. Embora já tenha sido considerado uma espécie de Cimoliosaurus ou Tricleidus, O'Keefe e Wahl o consideraram o táxon irmão de Kimmerosaurus [en] em 2001. Esses dois gêneros, assim como Aristonectes [en], foram considerados parte de Cimoliasauridae, com Kaiwhekea [en] sendo um membro desta família ou seu parente mais próximo conhecido. Em 2009, O'Keefe e Street consideraram que o uso do nome "Cimoliasauridae" para este grupo era uma má escolha, pois descobriram que Cimoliosaurus pertencia a um grupo diferente, Elasmosauridae. O grupo contendo Tatenectes, Kimmerosaurus, Aristonectes e Kaiwhekea foi posteriormente nomeado Aristonectidae. No entanto, em 2011, O'Keefe e colegas notaram a natureza problemática de Aristonectes e Kaiwhekea. Devido à sua morfologia incomum, esses dois gêneros são difíceis de classificar, tornando sua relação com Tatenectes ambígua. Estudos posteriores recuperaram Tatenectes como membro de Cryptoclididae, onde ainda é considerado um parente próximo de Kimmerosaurus, além de Cryptoclidus. Aristonectes e Kaiwhekea, no entanto, são agora considerados membros derivados da família Elasmosauridae.
O seguinte cladograma segue o de Roberts e colegas, 2020:
|  | Plesiosaurus manselii     |
|  |                           |
|  | Pantosaurus striatus [en] |
|  |                           |

|  | Abyssosaurus nataliae [en]                                                                         |
|  | |

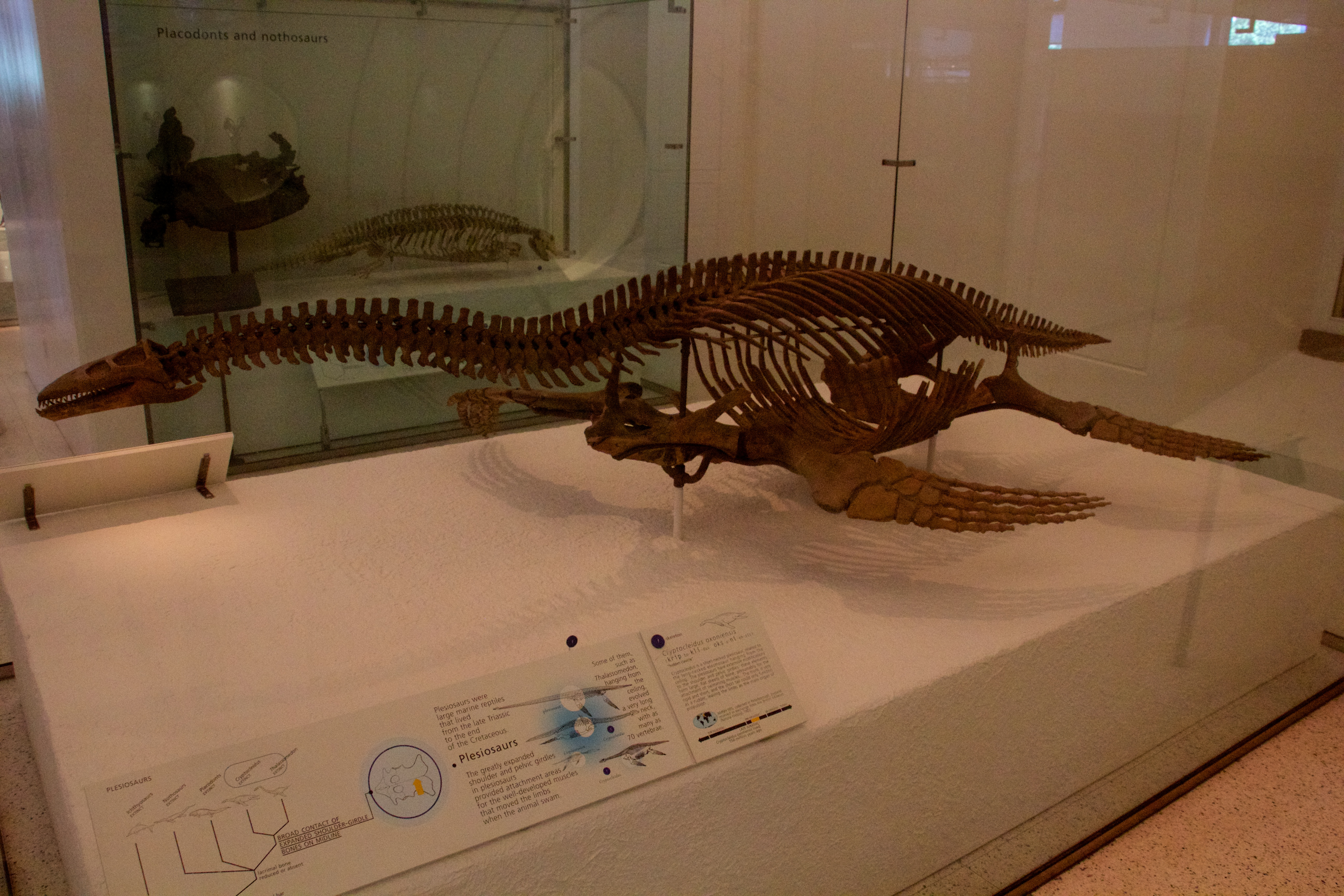
Esqueleto montado de Cryptoclidus, outro membro de Cryptoclididae.

|  | \| \| Colymbosaurus svalbardensis [en] \| \| \| \| \| \| Colymbosaurus megadeirus [en] \| \| \| \| |
|  | |
|  | Colymbosaurus svalbardensis [en]                                                                   |
|  | |
|  | Colymbosaurus megadeirus [en]                                                                      |
|  | |

|  | Colymbosaurus svalbardensis [en] |
|  |                                  |
|  | Colymbosaurus megadeirus [en]    |
|  |                                  |

|  | Plesiosaurus manselii     |
|  |                           |
|  | Pantosaurus striatus [en] |
|  |                           |

|  | Abyssosaurus nataliae [en]                                                                         |
|  | |
|  | \| \| Colymbosaurus svalbardensis [en] \| \| \| \| \| \| Colymbosaurus megadeirus [en] \| \| \| \| |
|  | |
|  | Colymbosaurus svalbardensis [en]                                                                   |
|  | |
|  | Colymbosaurus megadeirus [en]                                                                      |
|  | |

|  | Colymbosaurus svalbardensis [en] |
|  |                                  |
|  | Colymbosaurus megadeirus [en]    |
|  |                                  |

|  | Tricleidus seeleyi [en]                                                             |
|  |                                                                                     |
|  | \| \| Picrocleidus beloclis [en] \| \| \| \| \| \| Muraenosaurus leedsi \| \| \| \| |
|  |                                                                                     |
|  | Picrocleidus beloclis [en]                                                          |
|  |                                                                                     |
|  | Muraenosaurus leedsi                                                                |
|  |                                                                                     |

|  | Picrocleidus beloclis [en] |
|  |                            |
|  | Muraenosaurus leedsi       |
|  |                            |

|  | Cryptoclidus eurymerus                                                                 |
|  |                                                                                        |
|  | \| \| Kimmerosaurus langhami [en] \| \| \| \| \| \| Tatenectes laramiensis \| \| \| \| |
|  |                                                                                        |
|  | Kimmerosaurus langhami [en]                                                            |
|  |                                                                                        |
|  | Tatenectes laramiensis                                                                 |
|  |                                                                                        |

|  | Kimmerosaurus langhami [en] |
|  |                             |
|  | Tatenectes laramiensis      |
|  |                             |

|  | Djupedalia engeri [en]                                                                  |
|  |                                                                                         |
|  | \| \| Spitrasaurus [en] spp. \| \| \| \| \| \| Ophthalmothule cryostea [en] \| \| \| \| |
|  |                                                                                         |
|  | Spitrasaurus [en] spp.                                                                  |
|  |                                                                                         |
|  | Ophthalmothule cryostea [en]                                                            |
|  |                                                                                         |

|  | Spitrasaurus [en] spp.       |
|  |                              |
|  | Ophthalmothule cryostea [en] |
|  |                              |

|  | Cryptoclidus eurymerus                                                                 |
|  |                                                                                        |
|  | \| \| Kimmerosaurus langhami [en] \| \| \| \| \| \| Tatenectes laramiensis \| \| \| \| |
|  |                                                                                        |
|  | Kimmerosaurus langhami [en]                                                            |
|  |                                                                                        |
|  | Tatenectes laramiensis                                                                 |
|  |                                                                                        |

|  | Kimmerosaurus langhami [en] |
|  |                             |
|  | Tatenectes laramiensis      |
|  |                             |

|  | Djupedalia engeri [en]                                                                  |
|  |                                                                                         |
|  | \| \| Spitrasaurus [en] spp. \| \| \| \| \| \| Ophthalmothule cryostea [en] \| \| \| \| |
|  |                                                                                         |
|  | Spitrasaurus [en] spp.                                                                  |
|  |                                                                                         |
|  | Ophthalmothule cryostea [en]                                                            |
|  |                                                                                         |

|  | Spitrasaurus [en] spp.       |
|  |                              |
|  | Ophthalmothule cryostea [en] |
|  |                              |

|  | Tricleidus seeleyi [en]                                                             |
|  |                                                                                     |
|  | \| \| Picrocleidus beloclis [en] \| \| \| \| \| \| Muraenosaurus leedsi \| \| \| \| |
|  |                                                                                     |
|  | Picrocleidus beloclis [en]                                                          |
|  |                                                                                     |
|  | Muraenosaurus leedsi                                                                |
|  |                                                                                     |

|  | Picrocleidus beloclis [en] |
|  |                            |
|  | Muraenosaurus leedsi       |
|  |                            |

|  | Cryptoclidus eurymerus                                                                 |
|  |                                                                                        |
|  | \| \| Kimmerosaurus langhami [en] \| \| \| \| \| \| Tatenectes laramiensis \| \| \| \| |
|  |                                                                                        |
|  | Kimmerosaurus langhami [en]                                                            |
|  |                                                                                        |
|  | Tatenectes laramiensis                                                                 |
|  |                                                                                        |

|  | Kimmerosaurus langhami [en] |
|  |                             |
|  | Tatenectes laramiensis      |
|  |                             |

|  | Djupedalia engeri [en]                                                                  |
|  |                                                                                         |
|  | \| \| Spitrasaurus [en] spp. \| \| \| \| \| \| Ophthalmothule cryostea [en] \| \| \| \| |
|  |                                                                                         |
|  | Spitrasaurus [en] spp.                                                                  |
|  |                                                                                         |
|  | Ophthalmothule cryostea [en]                                                            |
|  |                                                                                         |

|  | Spitrasaurus [en] spp.       |
|  |                              |
|  | Ophthalmothule cryostea [en] |
|  |                              |

|  | Cryptoclidus eurymerus                                                                 |
|  |                                                                                        |
|  | \| \| Kimmerosaurus langhami [en] \| \| \| \| \| \| Tatenectes laramiensis \| \| \| \| |
|  |                                                                                        |
|  | Kimmerosaurus langhami [en]                                                            |
|  |                                                                                        |
|  | Tatenectes laramiensis                                                                 |
|  |                                                                                        |

|  | Kimmerosaurus langhami [en] |
|  |                             |
|  | Tatenectes laramiensis      |
|  |                             |

|  | Djupedalia engeri [en]                                                                  |
|  |                                                                                         |
|  | \| \| Spitrasaurus [en] spp. \| \| \| \| \| \| Ophthalmothule cryostea [en] \| \| \| \| |
|  |                                                                                         |
|  | Spitrasaurus [en] spp.                                                                  |
|  |                                                                                         |
|  | Ophthalmothule cryostea [en]                                                            |
|  |                                                                                         |

|  | Spitrasaurus [en] spp.       |
|  |                              |
|  | Ophthalmothule cryostea [en] |
|  |                              |

## Paleobiologia
A paquiostose, como vista em Tatenectes, é incomum entre plesiossauros, e apenas alguns gêneros, como Pachycostasaurus [en], a exibem. Embora muitos elementos esqueléticos de Pachycostasaurus sejam paquiostóticos, Tatenectes é ainda mais incomum, pois as gastrálias são os únicos ossos paquiostóticos, com as costelas dorsais inalteradas. A paquiostose descreve o espessamento do córtex periosteal de um osso, tornando-o maior, e frequentemente ocorre com osteosclerose, ou aumento da densidade óssea. Por outro lado, a densidade óssea de um animal pode ser reduzida por osteoporose. Apesar de suas gastrálias serem paquiostóticas, Tatenectes não exibe osteosclerose, mas possui uma camada de osso osteoporótico entre camadas de osso paquiostótico, uma condição sem precedentes. O osso paquiostótico está concentrado ao redor da linha média do tórax ventral. Isso, juntamente com a forma corporal incomumente achatada, levou O'Keefe e colegas a hipotetizar que Tatenectes seria mais resistente à turbulência do que outros plesiossauros, aumentando sua estabilidade ao nadar perto da superfície em águas rasas.
Além da paquiostose, a deflação pulmonar também poderia ter sido usada por Tatenectes (e outros plesiossauros) para ganhar flutuabilidade negativa, ajudando no mergulho. Plesiossauros engoliam pedras conhecidas como gastrólitos. Embora tenha sido proposto que eles poderiam ter sido usados para lastro ou controle de flutuabilidade, a eficácia disso é controversa. As pedras podem ter tido uma função digestiva, ou sua ingestão pode ter sido acidental. Também é possível, embora mais controverso, que gastrólitos fossem usados para outros fins, como alívio de desconforto ou suplementos minerais. Além disso, gastrólitos podem ter tido várias funções em vez de estarem limitados a apenas uma. O conteúdo estomacal de Tatenectes inclui ganchos de cefalópodes e dentes e dentículos de um pequeno tubarão da ordem Hybodontiformes [en], indicando que Tatenectes se alimentava desses animais. Esses itens de presa mostram que Tatenectes não se alimentava no fundo do mar, ao contrário de alguns membros de sua família, como indicado por seu conteúdo estomacal.

## Paleoambiente

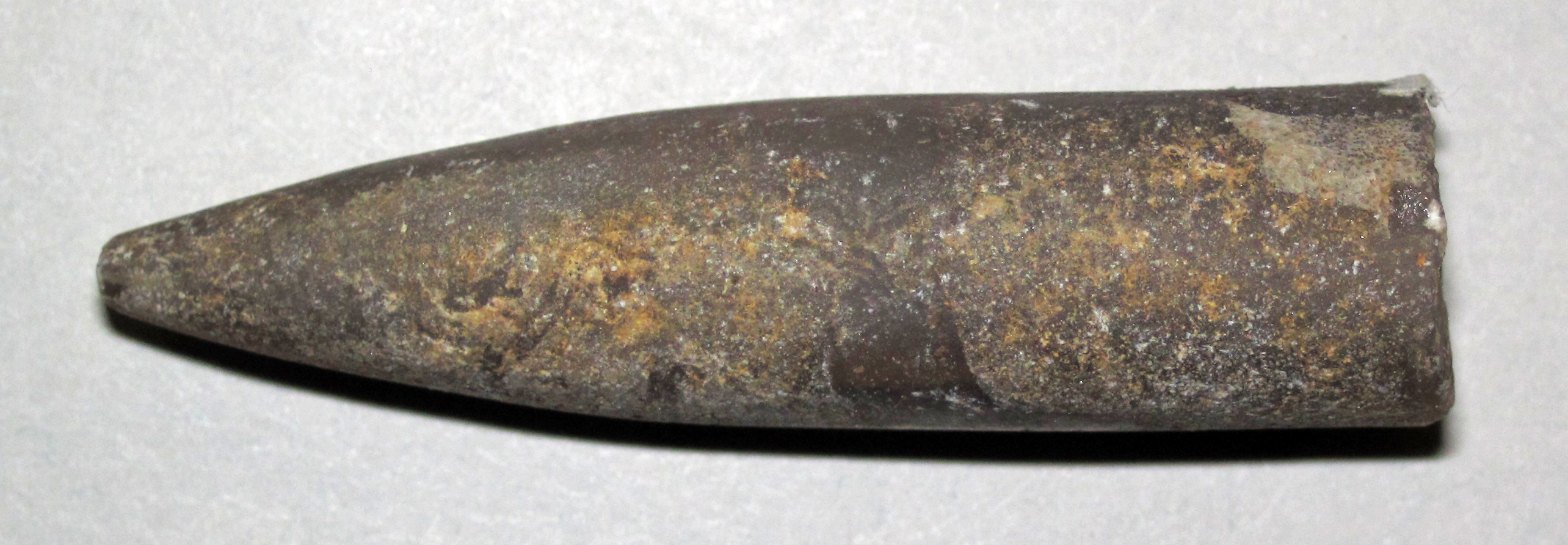
Belemnites como este en teriam sido uma importante fonte de alimento para os répteis marinhos da formação Sundance.

Tatenectes provém de rochas do Oxfordiano (Jurássico Superior) do membro Redwater Shale da formação Sundance. Este membro tem cerca de 30–60 metros de espessura. Embora composto principalmente de folhelho cinza-esverdeado, também possui camadas de calcário amarelo e arenito, as primeiras contendo abundantes fósseis de vida marinha. A formação Sundance representa um mar epicontinental raso conhecido como mar de Sundance. De Yukon e dos Territórios do Noroeste do Canadá, onde estava conectado ao oceano aberto, este mar se estendia para o sul até Novo México e para o leste até as Dakotas. Quando Tatenectes estava vivo, a maior parte do mar de Sundance tinha menos de 40 metros de profundidade. Com base nas razões isotópicas de δ18O em fósseis de belemnite, a temperatura no mar de Sundance teria sido de 13–17 °C abaixo e 16–20 °C acima da termoclina.
A paleobiota da formação Sundance inclui foraminíferos e algas, além de uma variedade de animais. Muitos invertebrados são conhecidos da formação Sundance, representados por crinoides, equinoides, vermes da família Serpulidae, ostracodos, malacóstracos e moluscos. Os moluscos incluem cefalópodes como amonoides e belemnites, bivalves como ostras e vieiras, e gastrópodes. Peixes da formação são representados por membros da ordem Hybodontiformes e peixes cartilaginosos elasmobrânquios, além de teleósteos (incluindo Pholidophorus [en]). Répteis marinhos são incomuns, mas são representados por quatro espécies. Plesiossauros, além de Tatenectes, incluem outro membro da família Cryptoclididae, Pantosaurus striatus, bem como Megalneusaurus rex [en] da família Pliosauridae. Além dos plesiossauros, répteis marinhos também são representados pelo ictiossauro Ophthalmosaurus (ou, possivelmente, Baptanodon [en]) natans, o réptil marinho mais abundante da formação Sundance.